# Yanagida Izumi
Yanagida Izumi (japanisch 柳田 泉; geboren 27. April 1894 in Toyoda, Landkreis Nakatsugaru (Präfektur Aomori); gestorben 7. Juni 1969) war ein japanischer Kenner der japanischen und englischen Literatur.

## Leben und Wirken
Yanagida Izumi stammte aus einer bäuerlichen Familie in Nordjapan. Er machte seinen Studienabschluss in englischer Literatur an der Waseda-Universität. Bei der Mitwirkung an der Gesamtausgabe der Werke Tolstois lernte er Uchida Roan (1868–1929), Kimura Ki (1894–1979) und andere Literaten kennen. Er übersetzte viele Werke westlicher Autoren.
Unter dem Eindruck des Kantō-Erdbebens 1923 und den damit verbundenen Verlusten beteiligte Yanagida sich 1924 an der Gründung der „Society for the Study of Meiji Civilization“ (明治文化研究会, Meiji bunka kenkyū-kai) und gab von 1927 bis 1930 die 24 Bände des „Meiji bunka zenshū“ heraus. Es war die erste bedeutende Materialsammlung für das Studium der Kultur der Meiji-Zeit. Die systematische Vorgehensweise, basierend auf Originalquellen, auf die Yanagida bestand, wurde vorbildlich für die nächste Gelehrtengeneration.
In den späteren Lebensjahren, unterstützt durch Miyake Setsurei (1860–1945) und Kōda Rohan (1867–1947), die seine bedeutenden Kenntnisse in der Japanischen, chinesischen und westlichen Literatur schätzten, setzte er seine solide empirische Forschung fort. Während er lange Zeit an seiner Alma Mater wirkte, publiziert er eine Reihe von Werken, darunter „Seiji shōsetsu kenkyū“ (政治小説研究) – „Untersuchungen zum politischen Roman“, ein Werk das von 1935 bis 1939 in drei Bänden erschien, „Tayama Katai no bugaku“ (田山花袋の文学) – „Tayama Katais Schriften“, zwei Bände (1957 bis 1958), die das Werk von Tayama beleuchten, „Wakaki Tsubouchi Shōyō“ (若き坪内逍遙) – „Der junge Tsubouchi Shōyō“.
Für „Zadankai – Meiji Bungaku-shi“ (座談会・明治文学史) – „Kolloquium – Geschichte der Literatur der Meiji-Zeit“ erhielt Yanagi 1961 den Mainichi-Kulturpreis. Für „Meiji shoki no bungaku shisō“ (明治初期の文学思想) – „Literaturideen der frühen Meiji-Zeit“, zwei Bände 1965, wurde er mit dem Yomiuri-Literaturpreis ausgezeichnet.